# Faraján
Faraján è un comune spagnolo di 287 abitanti situato nella comunità autonoma dell'Andalusia.